# Arethelagadde, Sorab
Arethelagadde là một làng thuộc tehsil Sorab, huyện Shimoga, bang Karnataka, Ấn Độ.